# HMS Warrior (1905)

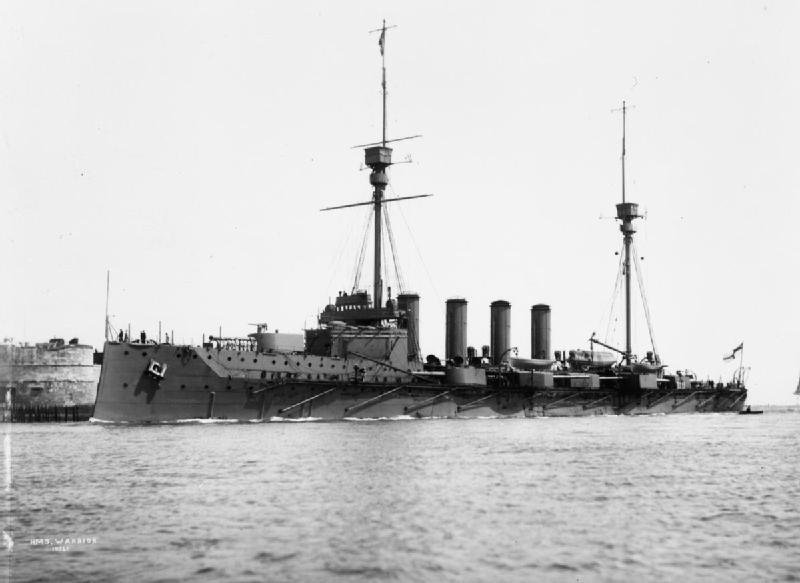
HMS Warrior.

HMS Warrior var den namngivande fartyget i den brittiska Warrior-klassen. Denna klass av pansarkryssare bestod av fyra fartyg och byggdes under åren strax innan det första världskriget. Hon gick under i slaget vid Jylland 1916.